# Archidiocèse de Sorocaba
L'archidiocèse de Sorocaba (en latin, Archidioecesis Sorocabana) est une circonscription ecclésiastique de l'Église catholique au Brésil.
Son siège se situe dans la ville de Sorocaba, dans l'État de São Paulo.